# Nemaha (Iowa)
Nemaha – miasto w Stanach Zjednoczonych, w stanie Iowa, w hrabstwie Sac. W 2000 liczyło 102 mieszkańców.